# Libythea sangha
Libythea sangha är en fjärilsart som beskrevs av Hans Fruhstorfer. Libythea sangha ingår i släktet Libythea och familjen praktfjärilar. Inga underarter finns listade i Catalogue of Life.